# Симо Лукић
Симо Лукић (Сухо Поље, код Добоја, 1916 — Тузла, 17. јануар 1944), учесник Народноослободилачке борбе и народни херој Југославије.

## Биографија
Рођен је 1916. године у Сухом Пољу, код Добоја.
Пре Другог светског рата је био радник.
Члан Комунистичке партије Југославије (КПЈ) је од 1940. године.
Учесник Народноослободилачке борбе је од 1941. године.
Налазио се на функцији политичког комесара Озренског партизанског одреда.
Погинуо је 17. јануара 1944. године, током борби Трећег ударног корпуса НОВЈ за ослобођење Тузле.
Указом Президијума Народне скупштине Федеративне Народне Републике Југославије, 20. децембра 1951. године, проглашен је за народног хероја.